# ファーウエスト (ニューサウスウェールズ州)
ファーウエスト地域（ファーウエストちいき、英: Far West Region）または、極西部地域は、オーストラリア連邦・ニューサウスウェールズ州西端部の地域である。

## 概要
アウトバックと呼ばれるオーストラリア内陸部の砂漠が広がる人口希薄地帯に位置している地域である。

## 地理

ニューサウスウェールズ州の地方自治体

### 地域

#### 地方行政区分
ファーウエストは以下の自治体で構成されています。
- シティ・オブ・ブロークンヒル
  - ブロークンヒル
- セントラル・ダーリング・シャイア
- 極西非法人地方

| 地方自治体                       | 自治体設立日                             | 自治体設立日 | 面積   | 面積    | 面積 | 人口   | 人口 | 地図 |
| 地方自治体                       | ミュニシパリティ / シャイア              | 市           | Km2    | マイル2 | 順位 | (2018) | 順位 | 地図 |
| -------------------------------- | ---------------------------------------- | ------------ | ------ | ------- | ---- | ------ | ---- | ---- |
| シティ・オブ・ブロークンヒル     | 1888年9月24日(ブロークンヒル)            |              | 170    | 66      | 3    | 17,734 | 1    |      |
| セントラル・ダーリング・シャイア | 1959年3月20日 1883年2月6日(ウィルカニア) |              | 53,492 | 20,653  | 2    | 1,837  | 2    |      |
| 極西非法人地方                   |                                          |              | 93,199 | 35,984  | 1    | 674    | 3    |      |